# Ruben Reeves
Ruben Reeves (auch Reuben Reeves; * 25. Oktober 1905 in Chicago oder Evansville, (Indiana); † 8. September 1975 in New York City) war ein US-amerikanischer Jazz-Trompeter des Chicago-Jazz.

## Biographie
Ruben Reeves machte 1927 mit Johnny Dodds zusammen mit seinem Bruder Gerald Reeves Aufnahmen. Danach war er Mitglied der Formation Missourians, deren Leitung später Cab Calloway übernahm. 1928 entstanden Aufnahmen unter eigenem Namen mit Musikern dieses Orchesters (Papa Skag Stomp, Blues Sweets, Texas Special Blues) und erneut 1933 mit eigener Formation. Reeves war stark von Louis Armstrong beeinflusst, verwendete jedoch auch oft kräftige Growl-Effekte. Von der Plattenfirma Vocalion wurde damals versucht, ihn als Rivalen Armstrongs herauszustellen. 1952 verließ Reeves das Musikgeschäft und arbeitete als Wachmann in einer Bank.

## Diskographische Hinweise
- Cab Calloway: 1931–1932 (Classics)
- Ruben Reeves: The Complete Vocalions 1928-1933 (Timeless Records) mit Darnell Howard, Omer Simeon, Franz Jackson, Blanche Calloway